# Obere Gäue

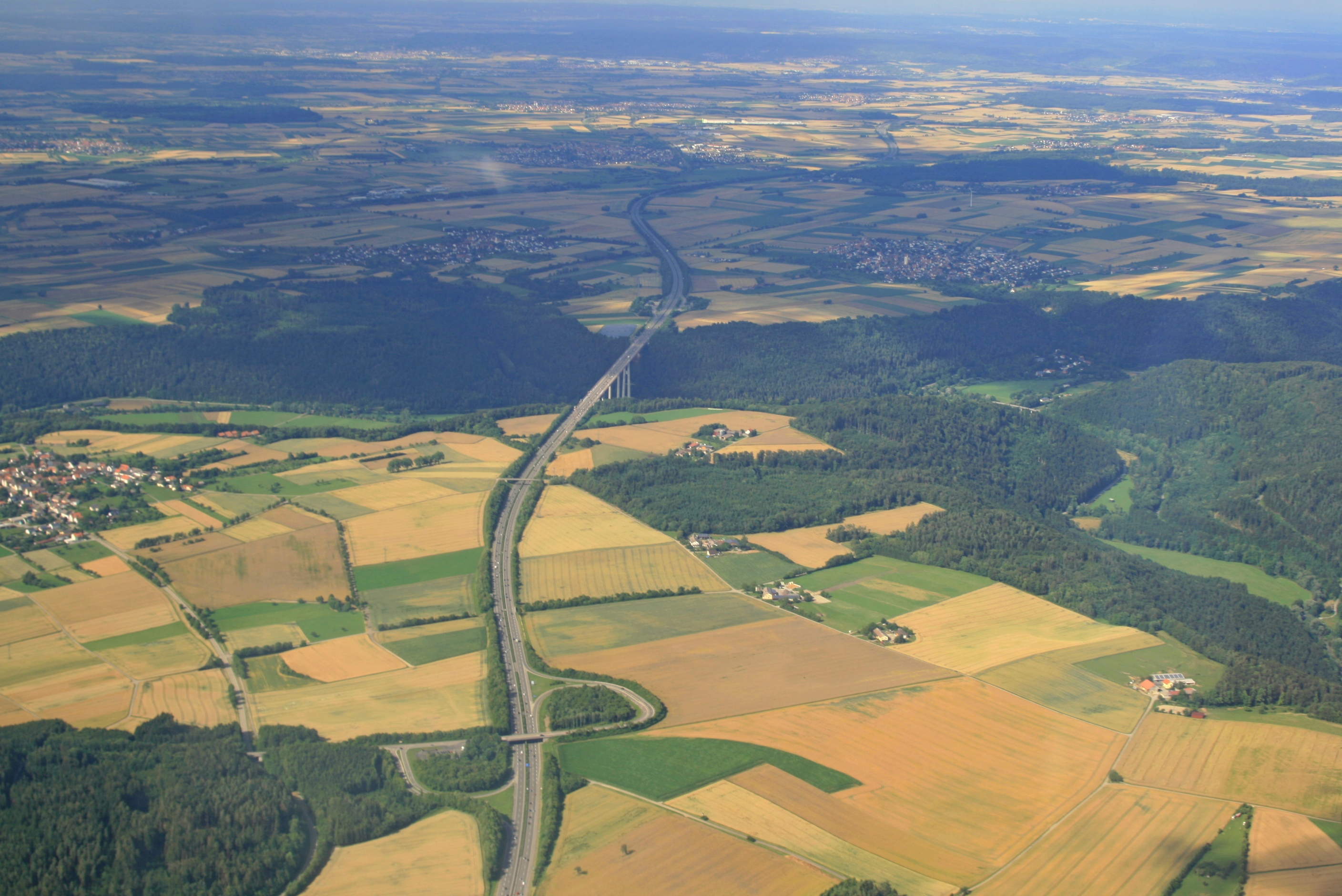
Luftbild bei Horb und Eutingen im Gäu. Die Brücke Weitingen überquert oberhalb der Bildmitte das in die Hochfläche eingeschnittene Neckartal

Die Oberen Gäue sind die naturräumliche Haupteinheit Nr. 122 im Südwestdeutschen Schichtstufenland gemäß der Systematik des Handbuchs der naturräumlichen Gliederung Deutschlands.

## Lage
Sie erstrecken sich zwischen dem Schwarzwald und der Schwäbischen Alb (bzw. den Keuperbergen) vom Neckarursprung bis über das Würmtal hinaus. Nach Norden gehen sie in das Neckarbecken und nach Süden in die Baarhochfläche über.

## Beschreibung

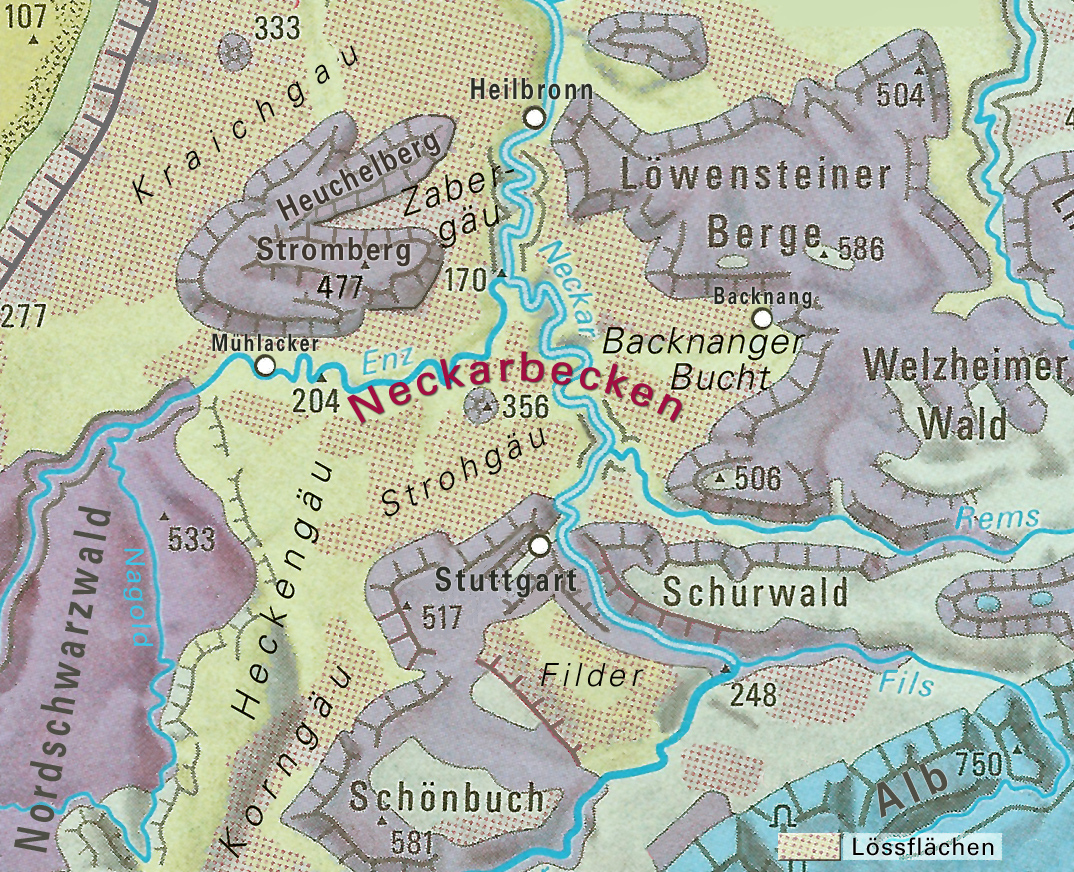
Geologische Skizze des Naturraums Neckarbecken mit Kennzeichnung von Lössgebieten.

Im Wesentlichen bestimmen zwei Gliederungsprinzipien die Landschaft: Durch die Höhenentwicklung kann zwischen einem südlichen, hochgelegenen (500–730 m), nicht lößbedeckten Teil (Oberes Neckargäu) und einem nördlichen, niedriger gelegenen (400–500 m) und lößbedeckten Teil (Oberes Gäu) unterschieden werden. Die Abfolge der geologischen Schichten lässt in beiden Teilen eine West-Ost-Gliederung von den Heckengäugebieten über die Lettenkeuper- bzw. Korngäugebiete bis hin zu den Gipskeupergebieten erkennen. Im Oberen Neckargäu, das südlich einer Linie zwischen Sulz und Horb beginnt, ist das westliche Heckengäu überwiegend ackerbaulich geprägt. Der nach Osten anschließende Lettenkeuperteil ist vor allem durch das tief eingeschnittene und zahlreiche Seitentäler anlegende Neckartal geprägt, das die Hochfläche in kleinräumige Einheiten zerlegt. Die schweren Lehmböden und die Steilhänge sind größtenteils bewaldet. Das Neckartal selbst ist durch zahlreiche Schlingen, Umlaufberge, Schlösser und Burgen geprägt und größtenteils unbesiedelt. Nach Osten schließt die mit schweren, empfindlichen Böden ausgestattete Gipskeuperzone an. Das Obere Neckargäu ist ein historischer Verkehrsdurchgangsraum, der jedoch das tief eingeschnittene Neckartal ausspart.
Im Oberen Gäu lässt sich eine ähnliche Gliederung, jedoch mit anderen Merkmalen, unterscheiden. Das westlich gelegene Heckengäu hat vor allem entlang zum Nagold- und Würmtal seine größte räumliche Ausdehnung. Auf den verkarsteten Rücken mit kargen Böden herrschen hohe Waldanteile (Kiefernwälder) vor, die im Bereich des Würmtales von Schafweiden begleitet werden. Die Intensität der ackerbaulichen Nutzung ist deutlich geringer als im östlich anschließenden Korngäu. Das Korngäu ist durch eine beträchtliche Lößauflage gekennzeichnet. Der Waldanteil ist gering, die vorherrschende ackerbauliche Nutzung intensiv. Die Oberfläche ist durch Hügelwellen und Trockentalmulden leicht modelliert. Das Gipskeupergäu im östlichen Bereich ist schmal. Lediglich zwischen Ammer und Schönbuchtrauf ist dem Schönbuch eine breite, überwiegend für Obstbau genutzte Hügelzone vorgelagert. Der nordöstliche Teil der Oberen Gäue gehört zum Verdichtungsraum Stuttgart und ist durch eine dynamische Siedlungsentwicklung gekennzeichnet.

## Naturräumliche Gliederung
Die Oberen Gäue gliedern sich wie folgt:
- 122 Obere Gäue
  - 122.1 Gäuplatten am oberen Neckar
    - 122.10 Südliche Eschach-Höhen
    - 122.11 Westliches Eschach-Heckengäu
    - 122.12 Östliches Eschach-Heckengäu
    - 122.13 Rottweiler Talknoten
    - 122.14 Oberndorfer Gäuplatten

  - 122.2 Glatt-Gäuplatten
    - 122.20 Glatt-Dorngäu
    - 122.21 Gäuplatten über der Glatt

  - 122.3 Eyach-Gäuplatten
  - 122.4 Oberes Gäu
    - 122.40 Nagold-Heckengäu
    - 122.41 Korngäu
    - 122.42 Östlicher Korngäurand
    - 122.43 Sattel von Reusten
    - 122.44 Würm-Heckengäu
    - 122.45 Würmbucht
    - 122.46 Innere Schwippebucht
    - 122.47 Randgebiete der Schwippebucht
    - 122.48 Renninger Becken
    - 122.49 Schiefe Ebene von Kuppingen

Angrenzende Naturräume sind im Westen die Schwarzwald-Randplatten (Nr. 150) und der Mittlere Schwarzwald (Nr. 153). Im Osten grenzen das Neckarbecken (Nr. 123), Schönbuch und Glemswald (Nr. 104), das Vorland der westlichen Schwäbischen Alb (Nr. 100) und im Süden die Baar (Nr. 121) an.